# لئونوفسکی
لئونوفسکی (انگلیسی: Leonovsky) یک شهرک در شهرستان کوگارچینسکی جمهوری باشقیرستان در کشور روسیه است.